# Chicopee
Chicopee és una població dels Estats Units a l'estat de Massachusetts. Segons el cens del 2000 tenia 54.653 habitants.

## Demografia
Segons el cens del 2000, Chicopee tenia 54.653 habitants, 23.117 habitatges, i 14.147 famílies. La densitat de població era de 922,7 habitants per km².
Dels 23.117 habitatges en un 26,5% hi vivien nens de menys de 18 anys, en un 42,6% hi vivien parelles casades, en un 14,2% dones solteres, i en un 38,8% no eren unitats familiars. En el 32,7% dels habitatges hi vivien persones soles el 14,1% de les quals corresponia a persones de 65 anys o més que vivien soles. El nombre mitjà de persones vivint en cada habitatge era de 2,32 i el nombre mitjà de persones que vivien en cada família era de 2,96.
Per edats la població es repartia de la següent manera: un 22,6% tenia menys de 18 anys, un 8,5% entre 18 i 24, un 28,8% entre 25 i 44, un 22,5% de 45 a 60 i un 17,6% 65 anys o més.
L'edat mediana era de 39 anys. Per cada 100 dones de 18 o més anys hi havia 87,1 homes.
La renda mediana per habitatge era de 35.672 $ i la renda mediana per família de 44.136$. Els homes tenien una renda mediana de 35.585 $ mentre que les dones 25.975$. La renda per capita de la població era de 18.646$. Entorn del 9,6% de les famílies i el 12,3% de la població estaven per davall del llindar de pobresa.

## Poblacions més properes
El següent diagrama mostra les poblacions més properes.